# Первина (деревня)
Первина — деревня в Туринском городском округе Свердловской области России.

## Географическое положение
Деревня Первина расположена на левом берегу реки Туры, к востоку от правобережного города Туринска (расстояние до центра по прямой — 6 километров, по автодороге — 10 километров), на левом берегу реки Тура. В 1,5 километрах к северо-западу находится остановочный пункт 260 км Свердловской железной дороги.

## Население
| 2002 | 2010 | 2021 |
| ---- | ---- | ---- |
| 102  | ↘19  | ↘4   |